# Conseil national de réforme de l'éducation
Le conseil national de réforme de l'éducation (臨時教育審議会, Rinji Kyoiku Shingikai) japonais est créé en 1984 par le premier ministre Yasuhiro Nakasone en réponse aux préoccupations croissantes relatives à la qualité de l'éducation au Japon et à l'augmentation des problèmes sociaux chez les enfants d'âge scolaire, tels que les brimades （いじめ）, la violence à l'école （構内暴力）, le « refus de l'école »（不登校）, les punitions corporelles （体罰） et autres.
Le rapport final présente les orientations fondamentales en réponse à l'internationalisation de l'éducation, aux nouvelles technologies de l'information et des médias et met l'accent sur l'individualité, l'apprentissage continu et l'adaptation au changement social. Pour explorer ces nouvelles orientations, le Conseil suggère que huit sujets spécifiques soient pris en compte : 
- la conception de l'éducation pour le XXIe siècle;
- l'organisation d'un système d'apprentissage continu et la réduction de l'accent mis sur le niveau d'instruction des individus;
- l'amélioration et la diversification de l'enseignement supérieur;
- l'enrichissement et la diversification de l'enseignement primaire et secondaire;
- l'amélioration de la qualité des enseignants;
- l'adaptation à l'internationalisation;
- l'adaptation à l'ère de l'information et
- l'examen de l'administration et des finances de l'éducation.

Ces sujets reflètent à la fois les aspects éducatifs et sociaux de la réforme, en accord avec le point de vue japonais sur la relation entre l'éducation et la société. Alors même que se tenait le débat sur la réforme, le gouvernement a rapidement commencé la mise en œuvre des changements dans la plupart de ces huit domaines. Ces réformes ont été appliquées et même si la plupart ont oublié le travail effectué par le conseil de réforme dans les années 1980, le contenu de nombreux changements remonte à cette époque.

## Source
(en) Christopher P. Hood, Japanese Education Reform : Nakasone's Legacy, Londres, Routledge, 2001 (ISBN 0-415-23283-X)

## Référence
- (en) Cet article est partiellement ou en totalité issu de l’article de Wikipédia en anglais intitulé « National Council on Educational Reform » (voir la liste des auteurs).